# 40th Street – Lowery Street
40th Street – Lowery Street – stacja metra nowojorskiego, na linii 7. Znajduje się w dzielnicy Queens, w Nowym Jorku i zlokalizowana jest pomiędzy stacjami 46th Street – Bliss Street i 33rd Street – Rawson Street. Została otwarta 21 kwietnia 1917.